# 2020年3月解放軍駐港部隊直升機失事事故
2020年3月解放軍駐港部隊直升機失事事故，是指2020年3月30日下午中國人民解放軍駐香港部隊一架直升機在香港新界大欖郊野公園一帶執行飛行訓練任務時失事的航空事故。駐港部隊新聞發言人韓鈾中校3月31日晚上8時透過政府新聞處發聲明指駐軍一架直升機在大欖郊野公園一帶失事，根據香港特區政府於3月31日發佈的消息，事故並未涉及任何民居受損或市民受傷。失事直升機被懷疑撞上中華電力電纜塔墜毀，並造成電纜塔受損及電壓驟降。事故在次日被有关部门确认，但或涉軍事機密，未公布更多细节，引起多方猜测。

## 事發經過
香港政府發佈的消息指，2020年3月30日下午一架解放軍駐港部隊的直升機在大欖郊野公園一帶執行飛行訓練任務時失事，未涉及任何民居受損或市民受傷，駐軍根據《中华人民共和国香港特别行政区驻军法》處理及調查事件，保安局繼續與駐軍了解事件。但沒有說明意外具體位置。香港消防處指對於大欖郊野公園一帶的直升機事故，消防通訊中心並無處理相關事故的紀錄。
事發當日下午約4時50分，中華電力供電地區大範圍發生電壓驟降事件，九龍及新界多個地區住宅及商廈有困升降機報告，消防處表示15分鐘內收到42宗困升降機報告。
中華電力表示在事發當天下午4時48分，連接屯門龍鼓灘至沙田的40萬伏特架空電纜出現故障，引致40萬伏特高壓供電系統錄得短暫電壓驟降，歷時少於0.1秒，期間電力供應沒有中斷，但電壓驟降期間部分電器可能會遇到燈光轉暗或閃爍情況，部分對電壓改變較敏感的電力裝置如升降機或會因啟動保護裝置而暫停運作。4月1日，中電派出工程人員到肇事地點檢查，發現電塔及電纜其中一邊損毀，調查仍然進行中。記者現場發現電塔頂部扭曲塌下。該電纜塔位於清潭村對上山坡。

## 村民報告
甲龍村村民指事發時突然停電，然後燈再亮起，類似跳掣的情況。雷公田村村民指3月30日有約10多輛軍車及大批軍人到場，氣氛緊張。亦有村民指事發時大霧，聽到直升機聲後伴隨數下巨響便消失，但看不見煙或火。
有行山人士指，3月31日早上9時許在八鄉甲龍林徑附近，發現解放軍和警察設封鎖線，相信當時港府已得悉意外。村民表示3月31日早上7時許，已有過百名解放軍和很多軍車經過雷公田村村口車路，駛入大欖郊野公園範圍，也有很多警察，逗留了半天，下午2時還未走，後來又見到中電工程車駛入。另一村民指，周二早上看到解放軍帶同鐵鏟等工具上山。有村民透露有高級官階的解放軍曾到雷公田村向村民解釋大批解放軍入村原因，稱是演習。

## 各方反應
時任立法會議員朱凱廸在Facebook指綜合各方消息，解放軍直升機可能誤撞電纜塔墜毀，事發時現場頗大霧，他要求保安局盡快公開意外死傷人數及身份、解放軍有否按駐軍法通報訓練內容以及意外對電網造成的影響。他又質疑當局隱瞞逾24小時，並引述八鄉村民於3月30日下午5時聽到直升機聲響，但聲響在謝屋村後山附近伴隨怪聲後便消失，當時大霧，並未見任何煙火，惟其後有多架直升機輪流飛往該處，疑因大霧陸續調頭。他指立法會保安事務委員會有需要跟進此事，因為這涉及公眾安全加上是香港主權移交後解放軍的最嚴重意外。
時任立法會議員、曾任民航機師的譚文豪認為雖然事故由駐軍調查，民航處無權調查，但封鎖現場進行調查時封鎖範圍或會影響行山人士，令行山人士在不知情的情況下有所擔憂，駐軍於事發一日後才通知港府的做法有些遲，應及早通知好讓當局協調封鎖現場及了解是否有人受傷。
時任立法會議員涂謹申指墜機事故或涉軍事機密，故駐軍必然在清理現場後才通報港府，但他質疑沒有立即公開，可能危及市民安全，如被殘骸或彈藥所傷。
《蘋果日報》報道一名自稱駐港解放軍妻子的女子在微博泣訴與丈夫失聯，擔心丈夫已受傷或遇難，希望當局盡快交代，免她和年幼的孩子憂心。她的微博之後被刪除，留言不知所終。

## 推測
根據傳媒调查，涉事直升機可能為直-9（編號6202）。

## 後續

### 記者上山搜索殘骸
由於事故詳情欠奉，事發後，部分記者按政府新聞稿上所指的大欖郊野公園上山搜索直升機殘骸，盼可找到墜機現場。
《蘋果日報》等多家本地傳媒4月2日到清潭村及甲龍村一帶搜索，在撞毀的中電電塔東面另一座電塔附近約180米的地方，即甲龍林徑一條荒廢分支小路附近，發現一片面積5米乘5米的壓平了的樹叢，可見到樹幹折斷和折斷的電纜，現場帶有電油氣味，並見到地面殘留了一些印有簡體字的疑似直升機儀表板、電子儀器按鈕碎片、疑似軍服、葡萄糖注射液及飛行手冊文件，上以簡體字記載直升機性能說明，以及看到「直-9直升機」字眼和編號「6202」。泥土亦有被翻出的痕跡，但找不到飛機大件殘骸或血跡。牛徑村後山小徑延長了約300米並連上甲龍林徑分支，被懷疑是新開闢，沿路發現飯盒、印有簡體字的“农夫山泉”礦泉水樽等垃圾。
4月3日，記者重返懷疑墜機現場，在山腰位置迎面遇上9名穿便裝男子，其中3人手持或拖着布袋，袋內露出被懷疑是殘骸碎片的長條狀物。其中1名男子背囊的“农夫山泉”水樽與印有簡體字的礦泉水樽同款。大部分人一言不發，部分人阻擋記者去路，其中1人回應記者「早晨」。

## 類似事故
- 政府飛行服務隊B-HRX墜毀事故：2003年在伯公坳墜毀的直昇機事故，當時能見度同樣欠佳